# Chris Van Doorslaer
Chris Van Doorslaer (Dendermonde, 5 februari 1961 - Turnhout, 16 december 2017) was een Belgisch manager en bestuurder. Hij werd vooral bekend als CEO van het kaartenbedrijf Cartamundi.

## Biografie

### Jeugd en studies
Chris Van Doorslaer groeide tot zijn twaalfde levensjaar op in Duitsland. Zijn vader was er als beroepsmilitair gekazerneerd te Kassel en nadien te Keulen. Bij de terugkeer naar België ging de familie wonen in Baasrode, bij Dendermonde. Van Doorslaer volgde er de richting Latijn-wiskunde. Na zijn middelbare school studeerde hij voor burgerlijk ingenieur aan de Universiteit Gent. Hij begon er in de richting burgerlijk ingenieur-architect, maar schakelde daarna over naar de richting werktuigkunde. Na zijn afstuderen volgde hij nog de richting algemeen management aan de Vlerick School te Gent.
Vervolgens moest hij op 24-jarige leeftijd zijn legerdienst vervullen en werd er reserveofficier (reserveluitenant-kolonel). Hij behaalde eveneens een masterdiploma in de politieke en militaire wetenschappen aan de Koninklijke Militaire School te Brussel.

### Werk
Nog voor zijn legerdienst had Van Doorslaer al werk: bij de margarinefabriek Union te Merksem, een onderdeel van Unilever, waar hij werkte van 1986 tot 1989. In 1989 kon hij marketingmanager worden voor Planta, eveneens van Unilever, maar een headhunter bood hem een goedbetaalde job aan voor het Finse bedrijf Fiskars, gespecialiseerd in scharen. Tijdens zijn werk voor Fiskars deed hij de eerste ervaringen op met bedrijfsovernames. Hij bleef bij dit bedrijf in verschillende functies tot 1997. Dat jaar werd hij CEO van Cartamundi.
Naast zijn hoofdjob zat Chris Van Doorslaer in de raad van bestuur van meerdere bedrijven: Miko (2007; in juni 2017 werd hij er bestuursvoorzitter), Omega Pharma (2010) en Resilux (2011).
In 2015 was Van Doorslaer medeoprichter van Uest, een bedrijf dat een draagbaar personenalarmsysteem op de markt bracht, aanvankelijk onder de naam "Embracelet", later Zembro.

## Cartamundi
Eind 1996 werd Van Doorslaer gecontacteerd door een headhunter die de opdracht had een nieuwe CEO voor Cartamundi te zoeken. Na 13 sollicitatierondes had hij de baan. Het bedrijf zat op dat moment in zeer slechte papieren: het was verlieslatend en de omzet daalde. Onder de leiding van Chris Van Doorslaer groeide het bedrijf echter uit tot de wereldleider inzake speelkaarten, kaarten voor spellen en bordspellen. Hij realiseerde daarvoor 22 bedrijfsovernames.

## Erkenning
Begin 2016 werd Chris Van Doorslaer door Trends uitgeroepen tot manager van het jaar 2015 voor zijn aandeel in het langdurige succes van Cartamundi. Voordien was hij reeds vijfmaal genomineerd voor deze onderscheiding.

## Privé
Chris Van Doorslaer trouwde onmiddellijk na zijn studies. Hij heeft twee zonen. Van Doorslaer overleed onverwacht op 16 december 2017, op 56-jarige leeftijd.